# Willi von Klewitz
Wilhelm "Willi" von Klewitz (Magdeburg, 3. veljače 1872. -  Berlin, 1. listopada 1928.) je bio njemački general i vojni zapovjednik. Tijekom Prvog svjetskog rata bio je načelnik stožera LIV. i XI. korpusa, te 3. armije i 2. armije na Zapadnom bojištu.  

## Vojna karijera
Willi von Klewitz rođen je 3. veljače 1872. u Magdeburgu. U prusku vojsku stupio je kao kadet s 13 godina. Tijekom vojne karijere služio je na carskom dvoru gdje je postao bliski prijatelj s prijestolonasljednikom Vilimom i njegovim bratom Oskarom. Od 1909. služio je u Glavnom stožeru u Berlinu.

## Prvi svjetski rat
Tijekom Prvog svjetskog rata Klewitz je od studenog 1916. zapovijedao 55. pješačkom pukovnijom. U siječnju 1917. postaje načelnikom stožera LIV. korpusa kojim je zapovijedao Viktor Kühne, te nakon toga XI. korpusa. U veljači 1918. Klewitz postaje načelnikom stožera 3. armije koju dužnost obavlja do kolovoza kada postaje načelnikom stožera 2. armije. Navedenu dužnost obavlja nešto više od mjesec dana jer se u rujnu ponovno vraća na mjesto načelnika stožera 3. armije na kojoj dužnosti dočekuje i kraj Prvog svjetskog rata.

## Poslije rata
Nakon završetka rata Klewitz se jedno vrijeme bavio filmom. Međutim, 1925. upućen je u Tursku kako bi pomagao turskim vlastima u reorganizaciji vojske. Preminuo je 1. listopada 1928. godine u 56. godini života u Berlinu. 

## Vanjske poveznice
(eng.) Willi von Klewitz na stranici Prussianmachine.com